# Sam Taylor
Sam Taylor (Nova Iorque, 13 de agosto de 1895 – Santa Mônica, 6 de março de 1958) foi um diretor, roteirista e produtor norte-americano, mais ativo na era do cinema mudo. Taylor é mais conhecido por seu trabalho diretorial cômico com Harold Lloyd e Mary Pickford.

## Filmografia selecionada

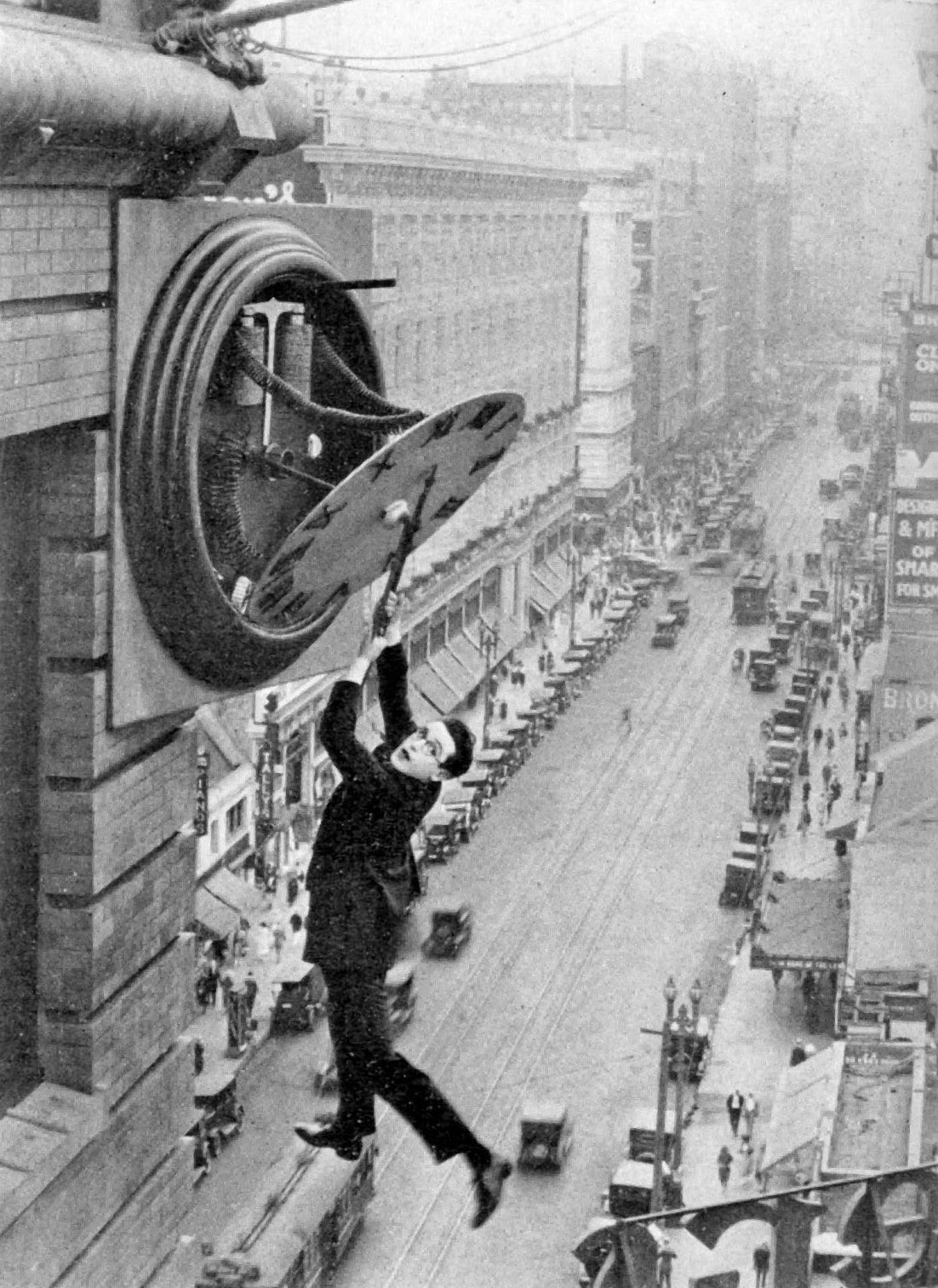
Taylor dirigiu Harold Lloyd em O Homem Mosca (1923)

- Over the Garden Wall (1919)
- The Mohican's Daughter (1922)
- Safety Last! (1923)
- Why Worry? (1923)
- Girl Shy (1924)
- The Freshman (1925)
- Exit Smiling (1927)
- My Best Girl (1927)
- Tempest (1928)
- Lady of the Pavements (1929)
- The Taming of the Shrew (1929)
- Coquette (1929)
- Du Barry, Woman of Passion (1930)
- Skyline (1931)
- Ambassador Bill (1931)
- Kiki (1931)
- Devil's Lottery (1932)
- Out All Night (1933)
- The Cat's-Paw (1934)
- Nothing but Trouble (1944)